# Demonstration (dokumentarfilm)
|  | Denne artikel er oprettet af botten Steenthbot ud fra en ekstern database. Den kan derfor have sproglige fejl eller mangler. Denne skabelon kan fjernes efter kontrol af indholdet. |

 For alternative betydninger, se Demonstration (flertydig). (Se også artikler, som begynder med Demonstration)
Demonstration er en dansk dokumentarisk optagelse fra 1932 instrueret af Mogens Voltelen og Per Knutzon.

## Handling
1. maj-demonstration i København i 1932. Den kommunistiske Enhedsfront opfordrer til demonstration mod fascisme og kapitalisme m.m. Optoget går gennem byens gader og passerer Nørreport station, mange forsamlet på Grønttorvet. Optoget går forbi Østerport station, Sølvtorvet og Dronning-Louises Bro samt Trianglen. Indtog i Fælledparken. Der holdes taler og afsluttes med "Rød Front!" og røde faner.